# Ігнацій Маховський
Ігнацій Маховський (пол. Ignacy Machowski; 1920–2001) — польський актор театру, кіно, радіо і телебачення.

## Біографія
Ігнацій Маховський народився в Ряшеві. Дебютував на сцені в 1944 році, після закінчення війни склав акторський кваліфікаційний іспит. Потім працював у театрах у різних польських містах (Ряшів, Єленя Гура, Вроцлав, Варшава, Гданськ, Познань, Лодзь). У сукупності в театрі він зіграв понад 600 ролей, тисячі — в радіоспектаклях. Знявся більше ніж у 50-ти фільмах. Востаннє на сцену театру вийшов в січні 2000 року. Помер у Варшаві, похований на Повонзківському цвинтарі.

## Вибрана фільмографія
- 1954 — Неподалік Варшави / Niedaleko Warszawy — партійний секретар
- 1955 — Ірена, домому! / Irena do domu! — Зигмунт, перукар
- 1956 — Загадка старої штольні / Tajemnica dzikiego szybu  — інспектор
- 1956 — Тінь (Кто он?) / Cień — Біскупик
- 1958 — Ероіка / Eroica — майор Гром
- 1958 — Попіл і діамант / Popiół i diament — майор Флоріан
- 1959 — Орел / Orzeł — боцман Мірта, радіотелеграфіст
- 1959 — Мовчазна зірка / Milcząca Gwiazda / Der schweigende Stern (Польща / НДР) — Солтик, провідний інженер експедиції
- 1959 — Загадковий пасажир (Поезд) / Pociąg — пасажир
- 1960 — Скляна гора / Szklana góra — Флєрчак
- 1961 — Минулий час / Czas przeszly — адвокат
- 1962 — Завтра прем'єра / Jutro premiera — професор Марцеллі Віттінг
- 1962 — Будинок без вікон / Dom bez okien — інспектор
- 1963 — Дівчина з банку / Zbrodniarz i panna — Шиманський
- 1964 — Зустріч зі шпигуном / Spotkanie ze szpiegiem — Бернард
- 1966 — Марися і Наполеон / Marysia i Napoleon — генерал Дюрок
- 1967 — Клуб шахістів / Klub szachistów — вводячий у клуб
- 1968 — Ставка більша за життя / Stawka większa niż życie (телесеріал) — штандартенфюрер Дібеліус (в серіях 6 і 10)
- 1970 — Колумби / Kolumbowie (телесеріал) — представник лондонської ради (серія 2)
- 1971 — Проблемний гість / Kłopotliwy gość — член комісії з електростанції
- 1972 — Звільнення — «Старий»
- 1972 — На краю прірви / Na krawedzi — аптекар
- 1975 — Казимир Великий / Kazimierz Wielki — король Владислав Локетек, батько Казимира III
- 1979 — Батько королеви / Ojciec królowej — маркіз де Ла Гранж д'Арк'єн, батько королеви Марії Казимири
- 1980 — Контракт / Kontrakt — друг Адама
- 1986 — Попередження / Zmiennicy (телесеріал) — Владислав Пюрецький, батько Катажини
- 1995 — Історія про майстра Твардовського / Dzieje mistrza Twardowskiego — викладач університету
- 1996 — Автопортрет з коханою / Autoportret z kochanką — голова художньої групи «Параллакс»

## Визнання
- 1954 — Золотий Хрест Заслуги .
- 1963 — Орден «Прапор Праці» 2-го ступеня.
- 1967 — Нагрудний знак 1000-річчя польської держави.
- 1970 — Орден Леніна .
- 1972 — Золота Медаль «За заслуги при захисті країни».
- 1978 — Нагорода голови «Комітету в справи радіо і телебачення» за радіо творчість.
- 1979 — Заслужений діяч культури Польщі .
- 1979 — Орден «Прапор Праці» 1-го ступеня.